# جورج ألبرت كلوف
جورج ألبرت كلوف (بالإنجليزية: George Albert Clough)‏ هو مهندس معماري أمريكي، ولد في 27 مايو 1843 في Blue Hill, Maine ‏ في الولايات المتحدة، وتوفي في 30 ديسمبر 1910 في بروكلين في الولايات المتحدة.